# Ruonkarit
Ruonkarit är öar i Finland.   De ligger i kommunen Pargas i landskapet Egentliga Finland, i den sydvästra delen av landet, 190 km väster om huvudstaden Helsingfors.
Terrängen på Ruonkarit är mycket platt.